# Île Stonington

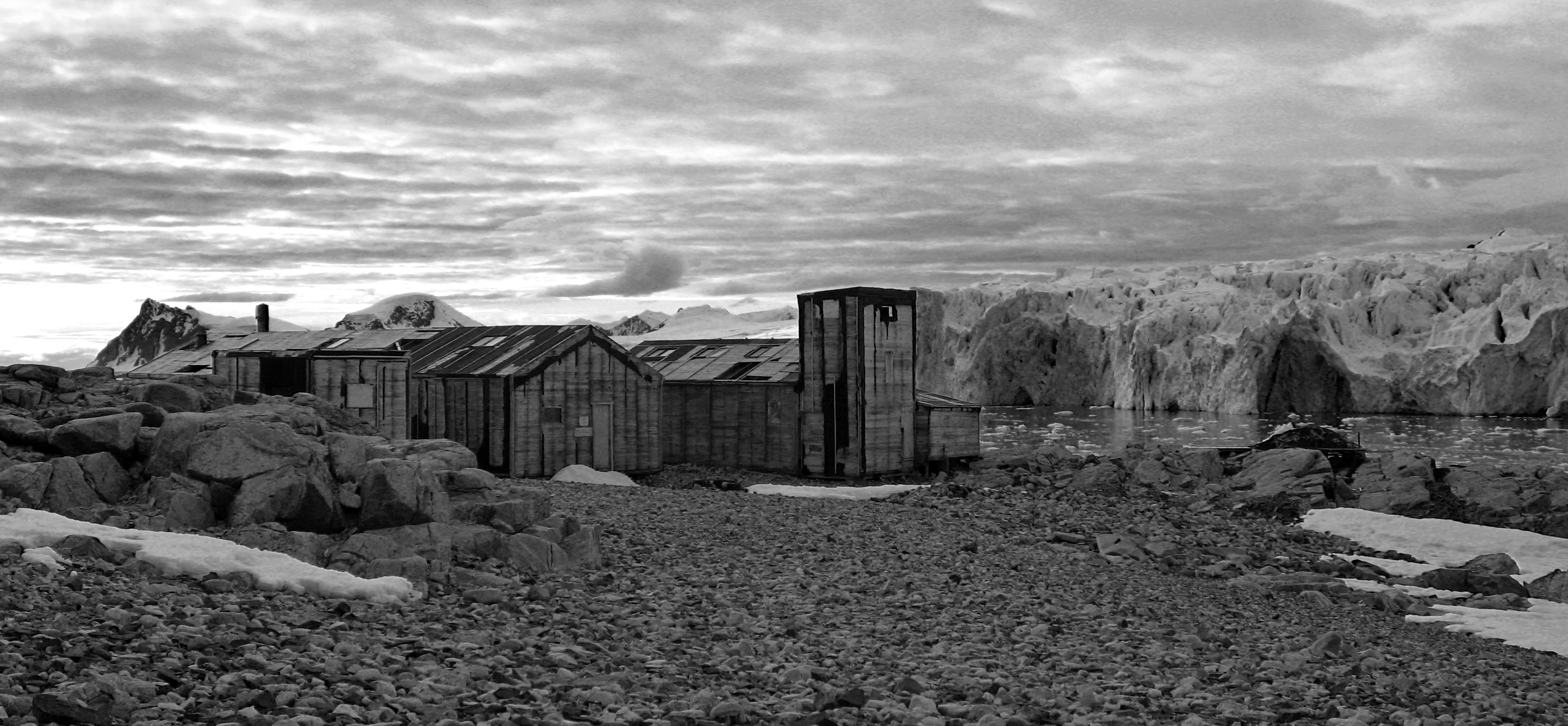
Base américaine en 2009.

L'île Stonington est une île située au nord-est de l'île Neny, dans l'est de la baie de Marguerite, dans l'ouest de la terre de Graham, en Antarctique.
La base Est, une ancienne station de recherche américaine en Antarctique, y était située.